# Садівська сільська рада (Коростишівський район)
Садівська сільська рада (до 1963 року — Березівська сільська рада) — колишня адміністративно-територіальна одиниця та орган місцевого самоврядування у Коростишівському районі Малинської і Волинської округ, Київської й Житомирської областей Української РСР та України з адміністративним центром у с. Садове.

## Населені пункти
Сільській раді були підпорядковані населені пункти:
- с. Садове
- с. Травневе

## Населення
Відповідно до результатів перепису населення СРСР, кількість населення ради станом на 12 січня 1989 року становила 928 осіб.
Станом на 5 грудня 2001 року, відповідно до перепису населення України, кількість мешканців сільської ради становила 776 осіб.

## Склад ради
Рада складалася з 14 депутатів та голови.

### Керівний склад сільської ради
| ПІБ                     | Основні відомості                                                                       | Дата обрання | Дата звільнення |
| ----------------------- | --------------------------------------------------------------------------------------- | ------------ | --------------- |
| Булас Микола Степанович | Сільський голова, 1965 року народження, освіта, безпартійний                            | 26.03.2006   | 31.10.2010      |
| Булас Микола Степанович | Сільський голова, 1965 року народження, освіта середня спеціальна, член Партії регіонів | 31.10.2010   |                 |

Примітка: таблиця складена за даними джерела

## Історія
Створена 1923 року як Березівська сільська рада, в с. Березівка Коростишівської волості Радомисльского повіту Київської губернії. 16 січня 1923 року підпорядковано с. Переміжжя ліквідованої Переміжської сільської ради Коростишівської волості. 7 березня 1923 року увійшла до складу новоутвореного Коростишівського району Малинської округи. 13 березня 1925 року, відповідно до постанови ВУЦВК «Про поточний розподіл території зліквідованої Малинської округи на Київщині між Київщиною й Волинню», с. Переміжжя передане до складу Пилиповицької сільської ради Радомишльського району. Станом на вересень 1924 року в підпорядкуванні значилися хутори Вили, Левицького, Яременків, на 31 січня 1928 року — хутори Німецька Руда і Першого Травня. На 1 жовтня 1941 року хутори Вили, Левицького, Німецька Руда та Яременків не значилися на бліку населених пунктів.
Станом на 1 вересня 1946 року сільська рада входила до складу Коростишівського району Житомирської області, на обліку в раді перебувало с. Березівка.
5 березня 1959 року, відповідно до рішення Житомирського облвиконкому № 161 «Про ліквідацію та зміну адміністративно-територіального поділу окремих сільських рад області», підпорядковано с. Іванівка (згодом — Травневе) ліквідованої Минійківської сільської ради Коростишівського району. 8 квітня 1963 року, відповідно до рішення Житомирського облвиконкому № 158 «Про перейменування деяких сільських рад і населених пунктів в районах області», сільську раду перейменовано на Садівську через перейменування її адміністративного центру на с. Садове.
Станом на 1 січня 1972 року сільська рада входила до складу Коростишівського району Житомирської області, на обліку в раді перебували села Садове і Травневе.
12 серпня 1974 року, відповідно до рішення Житомирського облвиконкому № 342 «Про зміни в адміністративно-територіальному поділі окремих районів області в зв'язку з укрупненням колгоспів», до складу ради включено с. Минійки Старосілецької сільської ради Коростишівського району. 29 вересня 1994 року, відповідно до рішення Житомирської обласної ради «Про утворення Минійківської сільської ради Коростишівського району», у с. Минійки відновлено окрему сільську раду.
12 червня 2019 року територію та населені пункти ради включено до складу новоутвореної Старосілецької сільської територіальної громади Коростишівського району Житомирської області.